# Чапаєвка (притока Волги)
Чапа́євка (рос. Чапаевка) або Моча — річка в Самарській області, Росії, ліва притока Волги. Має витоки на схилі Синього Сирту і впадає в Саратовське водосховище, поблизу м. Новокуйбишевськ, Самарської агломерації. Має довжину 298 км. Місто Чапаєвськ розташовано на річці. Річка судноплавна протягом 34 км від її гирла. Річка має снігове живлення і пересихає у верхній течії. Льодостав з листопада по квітень. Основні притоки Петрушка, Ветлянка, В'язовка.
Початково річка мала назву Моча (за вкраїнською січа). У 1925 році вона була перейменована на Чапаєвку на честь Червоного героя Російської громадянської війни Василя Чапаєва.